# (471) Papagena
(471) Papagena ist ein Asteroid des Hauptgürtels, der am 7. Juni 1901 vom deutschen Astronomen Max Wolf in Heidelberg entdeckt wurde.
Der Name des Asteroiden ist von einer Figur aus der Oper Die Zauberflöte von Wolfgang Amadeus Mozart abgeleitet.